# Бризкальний басейн

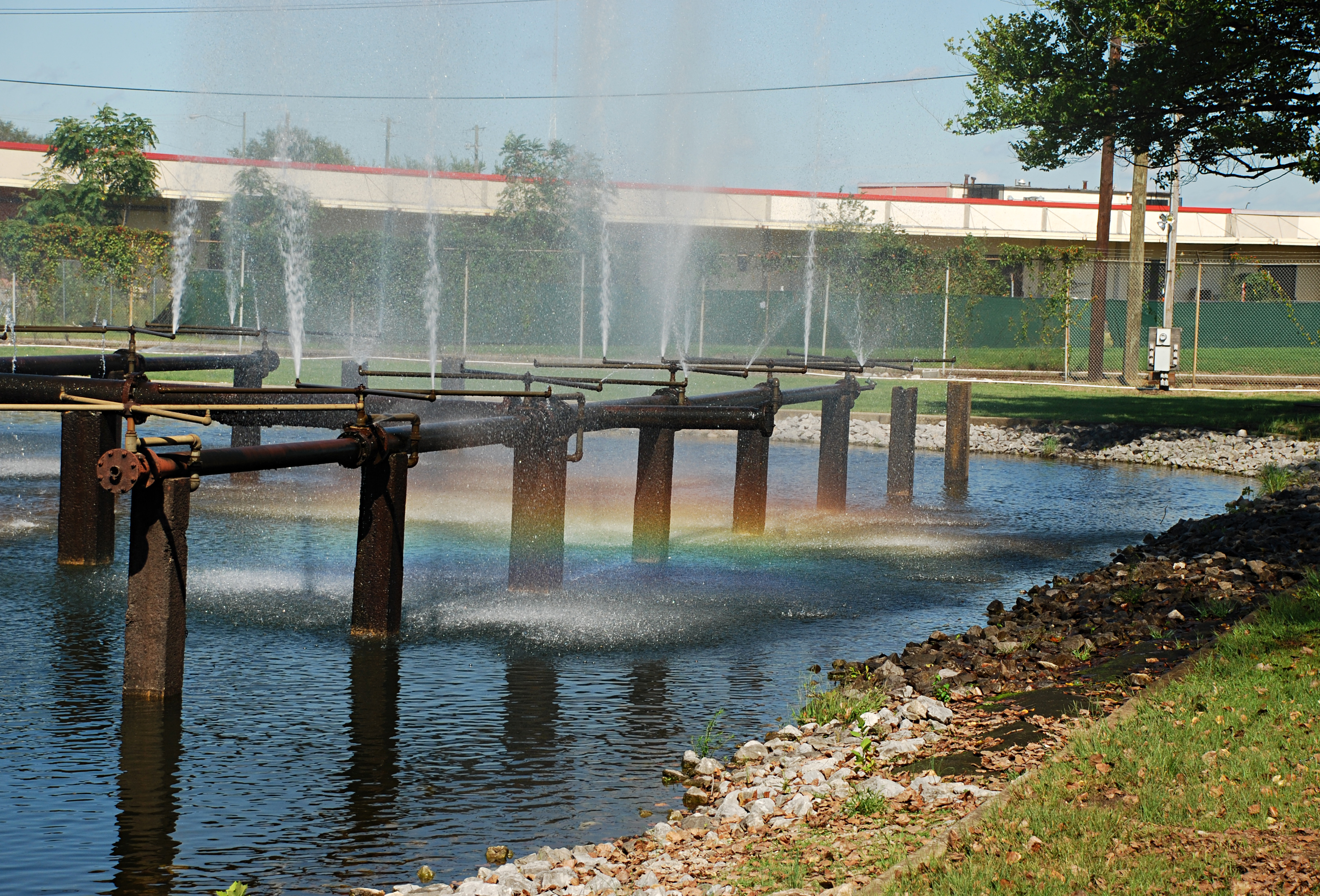
Невеличкий бризкальний басейн. Колишній металургійний завод «Слосс Фернесес» у Бірмінгемі, США.

Бри́зкальний басе́йн — споруда для охолодження води, яке відбувається за рахунок випаровування під час розбризкування її у повітрі.
Бризкальна установка складається з басейну глибиною 1–1,5 м, циркуляційного насоса і системи розбризкувальних сопел.
Бризкальний басейн застосовують переважно для зниження температури води теплосилових устав, компресорів, двигунів, трансформаторів і таке інше.
У порівнянні з градирнею конструкція бризкального басейну простіша, вартість його менша, а термін амортизації більший. Охолоджувальний ефект бризкального басейну залежить від атмосферних умов. При випаровуванні 1 % води температура її знижується на 6 °C; частину води (1–3%) виносить вітер.
Останнім часом міські простори доповнюють тротуарні бризкальні басейни, які покликані охолоджувати пішоходів. У зв'язку із антисанітарними ризиками, слід приділяти увагу обробці води з дезінфекцією.